# 女人皆如此
《女人皆如此》又譯作女人心，或《戀愛學堂》（La scuola degli amanti），作品號K. 588，為莫札特所作喜歌劇，劇本由洛倫佐·達·彭特（Lorenzo da Ponte）撰寫。莫札特有三部歌劇作品的劇本都由彭特所作（女人皆如此、唐·喬望尼與費加洛婚禮）。這齣劇是在神聖羅馬帝國皇帝約瑟夫二世（Emperor Joseph II）的建議下進行創作，原本規劃是由作曲家薩列里（Antonio Salieri）為這劇本譜曲，但不知何故，在他完成第一幕的部分後即中斷創作。

## 演出歷史
1790年1月26日於維也納城堡剧院首演。
雖然題材並未使人不快，但是在十九世紀與二十世紀初卻鮮少上演。直到第二次世界大戰後，情況才有所改變，甚至該劇名列二十世紀北美洲最常上演的歌劇的第十五名。

## 角色
- 費奧迪麗姬（Fiordiligi，女高音），拿波里貴婦
- 朵拉貝拉（Dorabella，女高音），費奧迪麗姬的妹妹
- 古烈摩（Guglielmo，男中音），軍官，費奧迪麗姬的未婚夫
- 費蘭多（Ferrando，男高音），軍官，朵拉貝拉的未婚夫
- 黛絲碧娜（波兰语：Despina）（女高音），女僕
- 阿方索先生（波兰语：Don Alfonso）（男低音），老哲學家
- 合唱團：軍隊、僕人與水手們

## 劇情大綱
莫札特與彭特使用「未婚妻交換」這個題材作為本劇大綱，這個題材最早可以追溯到十四世紀，薄伽丘所著的短篇小說集十日談以及後來莎士比亞的劇作辛柏林，其中並使用一些莎翁的劇作馴悍記的元素。

### 第一幕
時間：十八世紀的拿波里

在咖啡廳中，兩名軍官費蘭多與古烈摩互相炫燿他們的未婚妻（朵拉貝拉跟費奧迪麗姬）有多麼忠誠，這時阿方索先生加入他們的討論，並且跟他們打賭，只要一天的時間他就能證明這兩個女人有多善變。這項賭局成立，兩個軍官佯裝應召參戰，之後他們易容並勾引對方的未婚妻。場景移到兩個女士那邊，他們正在讚揚他們的未婚夫。阿方索來找他們並且告訴他們一個壞消息：他們的未婚夫調赴前線打仗，費蘭多與古烈摩很傷心的與他們的未婚妻道別（五重唱：喔，天啊！我覺得我的腳正在抵抗（Sento, o Dio, che questo piedo è restio））。當船啟程時，阿方索與兩姊妹祝福他們有平安的旅程（三重唱：希望風如此輕柔（Soave sia il vento））。之後阿方索獨自離開，開始抱怨女人的變化無常（噢，可憐的傢伙，為了女人下注100個金幣（Oh, poverini, per femmina giocar cento zecchini?））

場景轉到姊妹的房間。他們的女僕黛絲碧娜問他們發生了什麼事，多拉貝拉對於其未婚夫離開她感到相當悲傷（詠嘆調：無法撫平的痛苦（Smanie implacabili））。黛絲碧娜嘲笑這兩個姊妹，並且建議他們去找個新的愛人（詠嘆調：你們期待男人與軍人的忠誠嗎？（In uomini, in soldati, sperare fedeltá?））。他們離開後，阿方索出現。他怕黛絲碧娜會認岀已經易容的費蘭多與古烈摩，所以他就收買她希望能協助他贏得這場賭局。兩姊妹的未婚夫裝扮成大鬍子的阿爾巴尼亞人，而兩姊妹對於陌生人在他們家出現感到驚嚇。這兩個阿爾巴尼亞人企圖說服兩姊妹，古烈摩述說著他的優點（詠嘆調：別害羞（Non siate ritrosi）），但姊妹倆不為所動（詠嘆調：如同磐石堅忍不拔（Come scoglio immoto resta））。費蘭多離開，眼見愛人的忠貞，感到賭局勝利在望（詠嘆調：愛的氣息（Un aura amorosa））。

場景轉到花園中，兩姊妹依舊相當苦悶。黛絲碧娜要求阿方索讓她接管這個計畫。很快的兩個阿爾巴尼亞人又出現，拿著毒藥對兩姊妹威脅說，若是她們不接受其愛意，那就要死給她們看。當阿方索勸他們冷靜時，他們喝下毒藥且昏倒。不久後，醫生出現（黛絲碧娜假扮），解救這兩個阿爾巴尼亞人。這兩個甦醒的人產生幻覺，要求站在他們面前的女神（兩姊妹）親吻他們。即使阿方索與醫師鼓勵她們這麼作，但兩姊妹還是拒絕。

### 第二幕
在兩姊妹的房間中，黛絲碧娜想要說服兩姊妹接受阿爾巴尼亞人的愛意（詠嘆調：一名芳齡十五的女子（Una donna a quindici anni））。在她離開後，多拉貝拉向費奧迪麗姬坦承她有些動心，而且她們兩個也都同意，短暫的戀愛將無害於他們與未婚夫的愛，而且也可以幫助她們度過這段孤獨寂寞的時光。

場景回到花園中，多拉貝拉正與假扮的古烈摩成對在花園裡談天，另外兩個也是如此，但有對方在場，對話總是感覺不自在。之後費蘭多與費奧迪麗姬離開，這時古烈摩想要對多拉貝拉求愛。她沒有強烈反抗，而且很快的就給他一個項鍊（裡頭有費蘭多的照片）當作定情物交換古烈摩給多拉貝拉心型的小盒子（二重唱：我把我的心交給你（Il core vi dono））。費蘭多追求費奧迪麗姬就沒有這麼順利（詠嘆調：啊！我看到了它（Ah, lo veggio）；請原諒我，我的至愛（Per pietá, ben mio, perdona））。當費蘭多看到古烈摩有著他給多拉貝拉的項鍊時，他相當氣她這麼快的移情別戀。古烈摩起初對費蘭多感到同情，但念頭一轉，洋洋得意，因為他的情人相當忠誠。

場景轉到姊妹的房間，這時多拉貝拉向費奧迪麗姬承認他的輕浮（詠嘆調：愛是個小偷嗎（É amore un ladroncello））。費奧迪麗姬對這樣的發展感到遺憾，並且決定要到軍中找他的愛人。在他離開前，費蘭多來找她，並且持續對她獻殷勤，最終費奧迪麗姬陷入他溫暖的懷抱中（二重唱：擁抱（Fra gli amplessi））。古烈摩知道事情的進展，簡直要發狂，而阿方索贏了這場賭局，並且告訴他們應該原諒他們的未婚妻，畢竟女人皆如此。

終場是姊妹與阿爾巴尼亞人的婚禮。黛絲碧娜扮為公證人，出示結婚證書，兩對新人都在上面簽字。在此同時，遠方傳來軍隊的音樂，表示出征的戰士歸來。阿方索知道兩姊妹正在擔心，因為他們的未婚夫即將回來，而兩名阿爾巴尼亞人急忙想要躲起來（事實上是要變裝回到原本的身分）。兩名軍官回來後，向他們的未婚妻表示愛意，而阿方索這時拿起結婚證書給兩軍官看，他們怒不可抑。兩人離開片刻，回來後的裝扮一半是阿爾巴尼亞人，一半是他們的軍裝，這時兩姊妹才發現受到愚弄。最終兩姊妹的未婚夫都原諒她們，眾人歌誦。

## 外部連結
- 《女人皆如此》：谱子和报道（德语），《莫扎特全集》
- 《女人皆如此》：国际乐谱典藏计划上的乐谱